# 救主堂 (布拉格)
50°5′10″N 14°24′54″E / 50.08611°N 14.41500°E

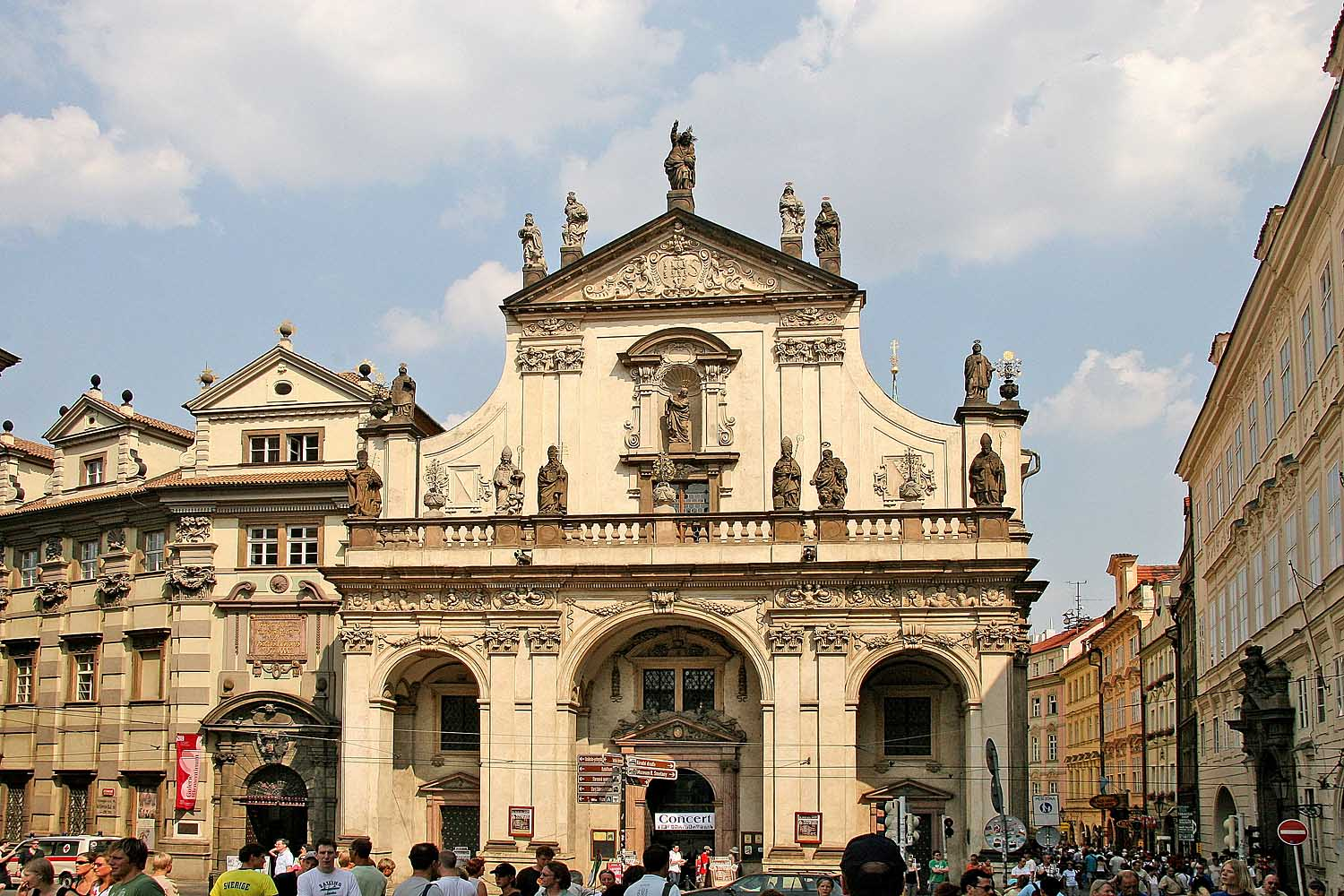
救主堂

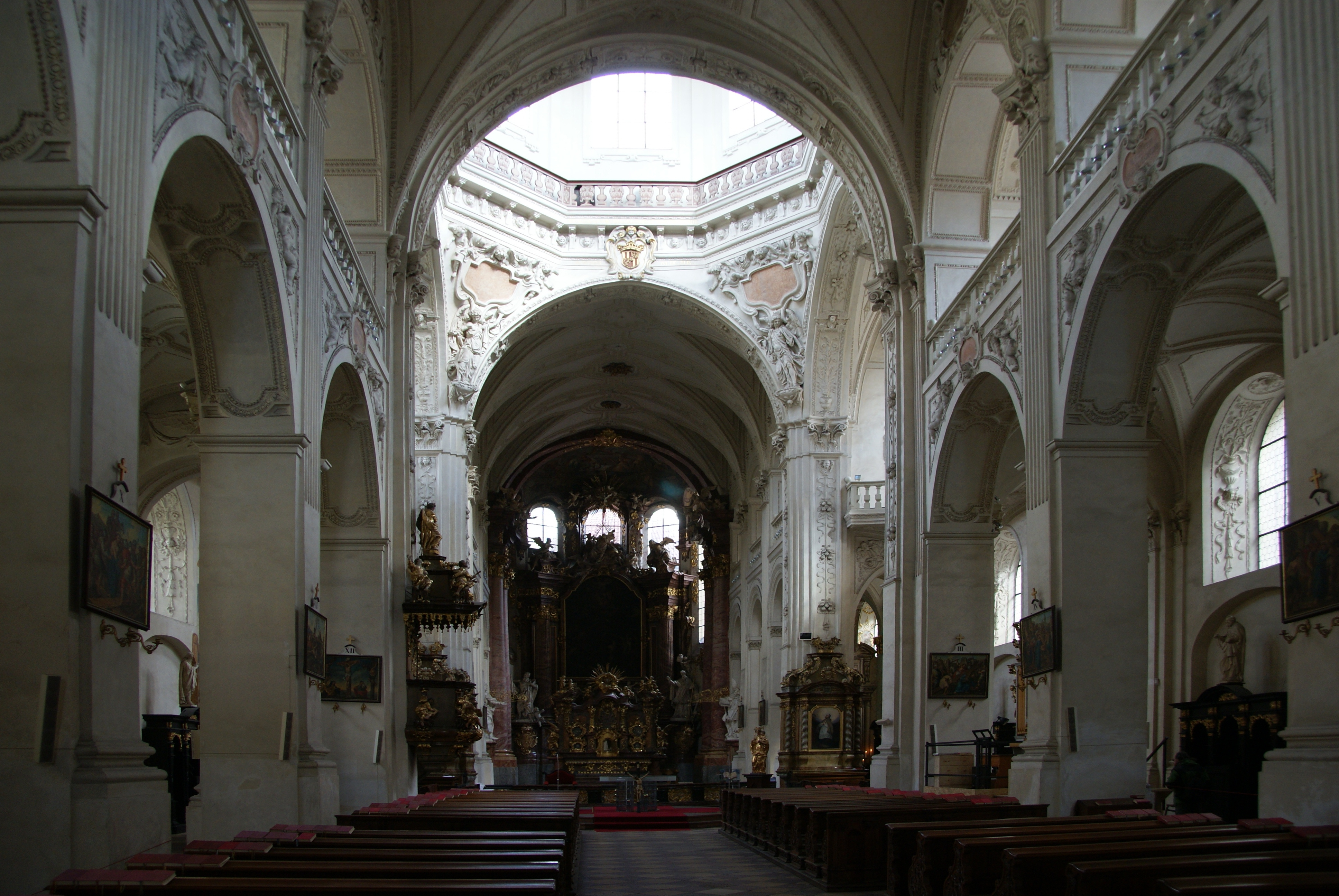

救主堂（捷克语：Kostel Nejsvětějšího Salvátora）位于布拉格市中心查理大桥和老城桥塔，曾是耶稣会建筑群的一部分，创建于1578年。耶稣会解散后，归属查理大学。1990年恢复学生布道，2004年成为捷克第一座大学教堂。